# 6054 Ghiberti
6054 Ghiberti eller 4019 P-L är en asteroid i huvudbältet som upptäcktes den 24 september 1960 av den nederländsk-amerikanske astronomen Tom Gehrels och det nederländska astronomparet Ingrid van Houten-Groeneveld och Cornelis Johannes van Houten vid Palomarobservatoriet. Den är uppkallad efter den italienska skulptören Lorenzo Ghiberti.
Asteroiden har en diameter på ungefär 4 kilometer.